# Augusto Mendizábal Moya
Leoncio Augusto Mendizábal Moya (* 12. September 1918 in Oruro) ist ein ehemaliger bolivianischer Politiker und Diplomat.

## Leben
Augusto Mendizábal Moya ist der Sohn von Modesta Victoria Moya und Ángel Mendizábal. Sein Bruder Jaime verteidigte mit Raúl Novillo Ciro Bustos bei einem Verfahren im Municipio Villa Vaca Guzmán. Augusto Mendizábal Moya studierte Rechtswissenschaft an der Universität Mayor de San Andrés, wurde Doktor der Rechte und Mitglied von Opus Dei. Er war ein maßgeblicher Politiker der faschistischen Falange Socialista Boliviana (FSB).
1951 war er Abgeordneter für einen Wahlkreis in der Provinz Loayza im Nationalkongress. 1964 war er kurzzeitig Generalsekretär der Regierungsjunta von René Barrientos Ortuño.
Vom 22. August 1971 bis zum 28. Dezember 1971, im ersten Regierungskabinett von Hugo Banzer Suárez, war er Ministro de Educadión y Cultura.
Augusto Mendizábal Moya wurde am 30. Mai 1972 als Botschafter von Hugo Banzer Suárez bei Fidel Sánchez Hernández akkreditiert.